# Bertrand Gatignol
Pour les articles homonymes, voir Gatignol.
 (septembre 2017).
Si vous disposez d'ouvrages ou d'articles de référence ou si vous connaissez des sites web de qualité traitant du thème abordé ici, merci de compléter l'article en donnant les références utiles à sa vérifiabilité et en les liant à la section « Notes et références ».
Bertrand Gatignol, né le 25 août 1977, est un character designer et un dessinateur de bande dessinée français.

## Biographie
Après un baccalauréat ES, Bertrand Gatignol entre à l’atelier Met de Penninghen avant d’intégrer l’ESAG, où il reçoit une formation qui le destine à devenir directeur artistique. 
Une fois diplômé, il s’essaie au matte painting pour le pilote du film Renaissance (2006), réalisé par Christian Volckman, puis officie en tant que directeur artistique pour le clip Le Clash de NTM (2001), avant de s’orienter vers l'animation. Il co-crée alors la série TV Paghai avec Moonscoop. Il dessine les personnages de nombreuses séries d'animation, notamment ceux de Skyland , d’Iron man et du Petit Prince. Entre-temps, il met en production sa propre série, Mikido, pour France 3. Il est également illustrateur pour des magazines tels que The Source et Twill. 
Parallèlement à  l'audiovisuel, Bertrand Gatignol commence à travailler régulièrement en bandes dessinées à partir de 2011. Sur un scénario de Merwan Chabane, il publie Pistouvi (Dargaud), fable onirique sur le passage de l'enfance à l'âge adulte. L'édition américaine de Pistouvi en octobre 2020 chez Magnetic press vaut d'ailleurs à Gatignol une sélection pour le prix du meilleur encrage (Best Penciller/Inker) aux Eisner awarDs 2021.
Avec Petit, conte noir scénarisé par Hubert, il connaît une plus grande reconnaissance encore en 2014 (collection Métamorphose, Soleil). Les deux auteurs décident de développer l'univers de Petit, initialement pensé comme un livre indépendant, dans une série, Les Ogres-Dieux, centrée sur un personnage différent à chaque tome. Le second livre, Demi-Sang, fait partie de la sélection officielle du Festival d'Angoulême 2017. En 2019, le troisième tome de cette série, Le Grand Homme, est à nouveau remarqué par la critique ,, avec notamment le prix de la meilleure série obtenu en Italie en octobre 2019 au Lucca Comics and Games, plus grand festival européen de bande-desssinée.
Paru en novembre 2020, le quatrième volume des Ogres-dieux, Première-née, bénéficie d'un nouveau très bon accueil - autant pour la richesse du récit mené par Hubert que pour la réussite graphique assurée par Gatignol,,,,. Première-née figure dans la sélection pour le fauve d'or au Festival d'Angoulême 2021 et obtient notamment  le prix 2021 des Imaginales de la meilleure BD.
Intégré à la famille des dessinateurs de la série Donjon de Joann Sfar et Lewis Trondheim, il assure les planches de Un héritage trompeur,  dix-septième tome de la série Donjon Monsters, paru en avril 2023,.
Gatignol dessine et scénarise en dernier lieu la série de fantasy Wilderman, avec le 1er tome sort au printemps 2024,,.

## Ouvrages
- 2003 : Carmen+Travis, collectif (sous le pseudo de Zemia), éditions Delcourt
- 2009 : Comment j'ai raté ma vie, scénario Bertrand Santini, éditions Autrement
- 2009 : Sushi, livre illustré, avec Amélie Graux, Autrement Jeunesse
- 2011 : Pistouvi : le Pays des Grands Oiseaux, scénario Merwan Chabane, éditions Dargaud
- 2012 : Jeanne, scénario Merwan Chabane, éditions Dargaud (version couleur de Pistouvi, 2 tomes)
- 2014 : Les Ogres-Dieux : Petit, scénario Hubert, collection Métamorphose, Soleil
- 2015 : Sketchbook, Comix Buro. Recueil d'illustrations et de croquis.
- 2016 : Les Ogres-Dieux : Demi-Sang, scénario Hubert, collection Métamorphose, Soleil - Sélection officielle du Festival d'Angoulême 2017
- 2017 : Le Voleur de souhaits, scénario Loïc Clément, Delcourt
- 2018 : Les Ogres-Dieux : Le Grand Homme, scénario Hubert, collection Métamorphose, Soleil
- 2020 : Les Ogres-Dieux : Première-née, scénario Hubert, collection Métamorphose, Soleil
- 2023 : Donjon Monsters, avec Lewis Trondheim et Joann Sfar, Delcourt, coll. « Humour de rire » :
  - 17. Un héritage trompeur, 2023
- 2024 : Wilderman Editions Dargaud :
  - 1. Adam Wilder, mai 2024

## Audiovisuel
- 2000 : Renaissance, film de Christian Volckman. Matte Painter sur le pilote.
- 2001 : Le Clash, Clip pour NTM , direction artistique.
- 2003 : Paghai - Pilote. Co-créateur, co-réalisateur.
- 2004 : Skyland, série TV. Character designer[19].
- 2006 : Mikido, série TV. Créateur, directeur artistique.
- 2008 : Iron Man, série TV. Character designer.
- 2009 : Le Petit Prince, série TV. Character designer[20].
- 2010 : L'Autre Monde, film de Gilles Marchand. Character designer (séquences 3D)
- 2010 : Les Gees, série TV. Character designer.
- 2016 : Grizzy et les Lemmings, série TV. Character designer.
- 2022 :  Mystery Lane, série TV. Character designer.

## Prix et distinctions
- Prix Meilleur Album de bande dessinée 2015 pour Les Ogres-Dieux : Petit, dessin : Bertrand Gatignol), scénario Hubert,  festival des Utopiales, Nantes.
- Prix littéraire des lycéens et apprentis rhônalpins 2015 catégorie bande dessinée pour Les Ogres-Dieux : Petit, dessin : Bertrand Gatignol, scénario Hubert,  Région Auvergne - Rhône-Alpes, avec le concours de l'Arald.
- Prix Meilleure série/Migilior Serie 2019 pour Les Ogres-Dieux (Gli Orchi Dei) :  dessin : Bertrand Gatignol), scénario Hubert,  BAO Publishing (éditeur italien), Festival Lucca Comics and Games, Lucques.
- Prix Meilleur Album de bande dessinée 2021 pour Les Ogres-Dieux : Première-Née, aux Imaginales d'Epinal[21].